# Neadekvatnye ljudi 2
Neadekvatnye ljudi 2 (Неадекватные люди 2) è un film del 2020 diretto da Roman Karimov.